# OK Lokomotiva Pardubice
OK Lokomotiva Pardubice je český klub orientačního běhu.

## Historie
Samostatný oddíl orientačního běhu TJ Lokomotiva Pardubice vznikl v roce 1969 (v Pardubicích v různých časových obdobích působily nebo působí i další oddíly – Slávie VŠCHT Pardubice, VTJ Dukla Racek, OB RH Pardubice – v současnosti KOB Pardubice, VTJ Pardubice, Pardubice Bikers). V roce 2002 došlo v Lokomotivě k oddělení od Tělovýchovné jednoty a vzniklo samostatné občanské sdružení OK Lokomotiva Pardubice. Od začátku působení orientačního běhu v Pardubicích prošlo oddíly a kluby přes tisícovku závodníků.
K závodníkům klubu patří Iva Knapová, Jana Knapová, Marta Fenclová, Marta Štěrbová, Martina Dočkalová, Vladimír Lučan a Iveta Šístková a David Procházka.

## Současnost
OK Lokomotiva Pardubice největším klubem v České republice, který se věnuje orientačnímu běhu. Základna má kolem 400 členů. Trenéři se soustředí na sportovní přípravu všech věkových kategorií včetně mládeže, vedou i zájmové kroužky věnující se orientačnímu běhu. Ve své hlavní disciplíně – pěším orientačním běhu – se klub zúčastňuje všech domácích (a občas i některých zahraničních) závodů a je také aktivním pořadatelem - od závodů Východočeského poháru až po mistrovství České republiky.
Nejlepšími závodníky klubu jsou v současnosti Jana Stehlíková, Jana Peterová, Martin Roudný a Tomáš Kubelka, kteří jsou zařazeni do některé ze skupin reprezentace ČR.

## Úspěšní reprezentanti

### Mistrovství světa
- Iva Knapová-Kalibánová-Kusynová (1983 – stříbro ve štafetách, 1985, 1987 – bronz ve štafetách)
- Martina Dočkalová (2003, 2005 a 2009)
- Marta Lučanová-Štěrbová (2003, 2004 a 2005)
- Iveta Duchová (2008)
- Jana Faltejsková-Chmelíková v MTBO (2002)

### World Games
- Marta Lučanová-Štěrbová (2005 – bronz ve štafetách)
- Iveta Duchová (2009)

### Akademické mistrovství světa
- Marta Lučanová-Štěrbová (2004 – zlato ze sprintu a štafet, stříbro z klasické trati)
- Martina Dočkalová (2004 – zlato ve štafetách)
- Veronika Krčálová (2006)
- Iveta Duchová (2008 – stříbro ve štafetách)

### Mistrovství světa juniorů
- Radka Jírková-Langrová (1990)
- Karel Haas (1993)
- Martina Dočkalová (2001 – stříbro ve štafetách, 2002, 2003 – zlato na klasické trati),
- Zbyněk Štěrba (2001, 2002, 2003)
- Jaroslav Krčál (2002)
- Veronika Krčálová (2004 a 2005)

### Mistrovství Evropy dorostu
- Nejúspěšnější pardubickou závodnicí na ME dorostu v OB (dřívější název Mezinárodní utkání dorostu) je Michaela Procházková, která vyhrála v roce 2006 individuální titul ve sprintu (tam získala i bronz ve štafetách), v roce 2005 byla ve vítězné štafetě a ve sprintu a na klasické trati obsadila vždy 2. příčku. Na MED dále startovali Filip Bolech, Martina Dočkalová (stříbro), Iveta Duchová (zlato, stříbro, bronz), Pavla Fukátková (zlato), Karel Haas (stříbro), Zuzana Hermanová (dvě stříbra), Jan Hovorka, Simona Chejnová, Aleš Jirásek, Lenka Klimplová (zlato), Jaroslav Krčál (zlato), Veronika Krčálová (zlato), Radek Nožka, Ondřej Prášil, Lenka Šponarová a Zbyněk Štěrba (zlato).